# Altıkesek, Pınarbaşı
Altıkesek là một xã thuộc huyện Pınarbaşı, tỉnh Kayseri, Thổ Nhĩ Kỳ. Dân số thời điểm năm 2008 là 76 người.